# Anachis freitagi
Anachis freitagi là một loài ốc biển, là động vật thân mềm chân bụng sống ở biển trong họ Columbellidae.

## Miêu tả
Loài này có vỏ dài 7 mm

## Phân bố
Chúng phân bố ở Đại Tây Dương dọc theo Angola, Sénégal và Ghana